# C12H8N2O4
C12H8N2O4（摩尔质量：244.2 g/mol）可以指：
- 2,2'-联吡啶-5,5'-二甲酸，CAS号：1802-30-8
- 2,2'-联吡啶-3,3'-二甲酸，CAS号：4433-01-6
- 2,2'-联吡啶-4,4'-二甲酸，CAS号：6813-38-3
- 4,4-二硝基联苯，CAS号：1528-74-1
- 2,2'-二硝基联苯，CAS号：2436-96-6

|  | 这个同类索引页列出了具有相同分子式的化学物（即同分異構體）条目。 除非您是有意链接至本页，否则应将相应条目的内部链接指向正确的条目。 |